# Провиденс стимролерси
Провиденс стимролерси су били амерички кошаркашки клуб из Провиденс, Роуд Ајленда. Основани су 1946. године и све до свог нестанка, 1949. године, били су део Кошаркашке асоцијације Америке (енгл. Basketball Association of America), то јест, БАА.

## Историја франшизе
Стимролери су једни од оригиналних 11 НБА франшиза (док се лига и даље звала Кошаркашка асоцијација Америке). Пре него што се угасила, ова франшиза је након три сезоне имала резултат од укупно 46 победа и 122 пораза.
Провиденс стимролерси и даље држе НБА рекорд за најмање добијених утакмица у једној сезони: само шест (у 1947–48 сезони). Ипак, они не држе рекорд за најмањи проценат добијених утакмица у сезони, већ Шарлот бобкетси у сезони 2011–2012. Такође, у тој истој сезони, тренер стимролерса, Нет Хики, је себе поставио на позицију играча у две утакмице, једна од којих је била само два дана пре његовог 46. рођендана, што га такође чини најстаријим играчем у историји НБА.

## Знамените личности клуба

### Играчи
- Ерни Калверли
- Џорџ Ностранд
- Нет Хики
- Кени Сејлорс

### Тренери и остали
- Роберт Морис
- Хенк Сор
- Нет Хики
- Кен Лофлер

## Резултати по сезонама
| Сезона  | Лига | Дивизија | Пласман       | Резултат | Плеј-офови |
| ------- | ---- | -------- | ------------- | -------- | ---------- |
| 1946–47 | БАА  | Источна  | Четврто место | 28–32    |            |
| 1947–48 | БАА  | Источна  | Четврто место | 6–42     |            |
| 1948–49 | БАА  | Источна  | Шесто место   | 12–48    |            |

## Драфт
| Година | Лига | Играч         | Универзитет/колеџ   |
| ------ | ---- | ------------- | ------------------- |
| 1949   | БАА  | Хауви Шенон   | Канзас Стејт        |
| 1949   | БАА  | Ед Лид        | Дартмаут            |
| 1949   | БАА  | Ворен Перкинс | Тулејн              |
| 1949   | БАА  | Реј Корли     | Џорџтаун            |
| 1949   | БАА  | Боб Ровер     | Индијана Стејт      |
| 1949   | БАА  | Пол Корти     | Оклахома            |
| 1949   | БАА  | Карл Шефер    | Алабама             |
| 1949   | БАА  | Бил Танзлер   | Флорида             |
| 1949   | БАА  | Џек Теолан    | Депол               |
| 1948   | БАА  | Анди Тонкович | Маршал              |
| 1948   | БАА  | Ал Бенет      | Оклахома            |
| 1948   | БАА  | Џек Колман    | Луисвил             |
| 1948   | БАА  | Ед Фабер      | Тринити             |
| 1948   | БАА  | Верл Хип      | Аризона Стејт       |
| 1948   | БАА  | Ото Шнелбачер | Канзас              |
| 1948   | БАА  | Брејдѕ Волкер | Бригхем Јанг        |
| 1947   | БАА  | Волт Дропо    | Конектикат          |
| 1947   | ВАА  | Џо Бери       |                     |
| 1947   | БАА  | Дик Фури      | Сент Томас          |
| 1947   | БАА  | Боб Хабард    | Спрингфилд          |
| 1947   | БАА  | Боб Џојс      | Бејтс               |
| 1947   | БАА  | Рој Липскомб  | Сент Мери, Мериленд |
| 1947   | БАА  | Џон Милс      | Хофстра             |
| 1947   | БАА  | Ал Николс     | Роуд Ајленд         |